# Stigmidium leucophlebiae
Stigmidium leucophlebiae är en lavart som beskrevs av Cl. Roux & Triebel 1994. Stigmidium leucophlebiae ingår i släktet Stigmidium och familjen Mycosphaerellaceae.  Arten är reproducerande i Sverige. Inga underarter finns listade i Catalogue of Life.